# معسكر لوكا
معسكر لوكا كان عبارة عن معسكر اعتقال تديره قوات صرب البوسنة بمدينة برتشكو، البوسنة والهرسك، أثناء حرب البوسنة والهرسك.

## الخلفية التاريخية
حيث إن تلك الأعمال بدأت في مايو 1992 وانتهت في أوائل يوليو 1992، ألقت القوات الصربية بمئات من مسلمي البوسنة والكرواتيين داخل المعسكر، وهو عبارة عن مستودع يقع على طول نهر سافا يتميز بظروف غير إنسانية ويقع المعتقلون تحت حراسة مسلحة حيث يتم قتلهم بشكل منتظم.

## المحاكمات
في 14 ديسمبر 1999، ثبتت إدانة غوران جيلسيك لارتكابه جرائم ضد الإنسانية ولانتهاك أعراف الحرب من قِبل المحكمة الجنائية الدولية ليوغوسلافيا السابقة وحُكم عليه بالسجن مدة أربعين عامًا.
في أكتوبر 2004، اعترف رايكو شيسيتش بأنه مذنب في ارتكابه 10 جرائم قتل واثنتين من حالات الاعتداء الجنسي في المعسكر وحُكم عليه بالسجن 18 سنة.
في يوم 14 نوفمبر 2011، وجهت تهم لبرانكو بودك، أحد الحراس بالمعسكر، لارتكابه لأعمال التعذيب التي كان يمارسها بشكل يومي والمعاملة غير الإنسانية والمعاناة التي ألحقها بالسكان المدنيين داخل المعسكر".
في 21 ديسمبر 2011، تم اعتقال مونيكا ليتش للاشتباه في ارتكابها جرائم حرب ضد السكان غير الصربيين داخل المعسكر، .